# Dunckerocampus
Dunckerocampus es un género de peces de la familia Syngnathidae, en el orden de los Syngnathiformes.
Comúnmente se denominan pez pipa cola de bandera. Algunas de sus especies están comercializada en el mercado de acuariofilia.

## Taxonomía
Este género ha sido considerado un subgénero de Doryrhamphus por algunos autores, pero tanto el Registro Mundial de Especies Marinas, como la base de datos mundial FishBase, o el Sistema Integrado de Información Taxonómica, reconocen a Dunckerocampus como género propio.

## Morfología
Tienen la boca en forma de tubo, ensanchando algo la cabeza y el cuerpo, que conforman una horizontal, rematada por una distintiva aleta caudal, más grande y ovalada, de coloraciones diagnósticas. El cuerpo es color blanco a crema, con rayas verticales de igual ancho e igualmente espaciadas, excepto la especie D. baldwini, de color marrón oscuro, casi negro, naranja o rojizo, que se extienden también a la cabeza y el hocico.
• Carecen de espinas, teniendo entre 20-26 radios blandos dorsales, 4 radios blandos anales, de 18 a 22 radios blandos en las aletas pectorales, y 10 radios blandos en la aleta caudal.
• Los machos tienen una bolsa incubadora bajo el abdomen, y las hembras tienen ovopositor. 
• Los machos pueden alcanzar entre 10 y 19 cm de longitud total.

## Especies
El Registro Mundial de Especies Marinas acepta las siguientes especies válidas:
- Dunckerocampus baldwini Herald & Randall, 1972
- Dunckerocampus boylei Kuiter, 1998
- Dunckerocampus caulleryi
- Dunckerocampus chapmani Herald, 1953
- Dunckerocampus dactyliophorus (Bleeker, 1853)
- Dunckerocampus multiannulatus (Regan, 1903)
- Dunckerocampus naia Allen & Kuiter, 2004
- Dunckerocampus pessuliferus Fowler, 1938

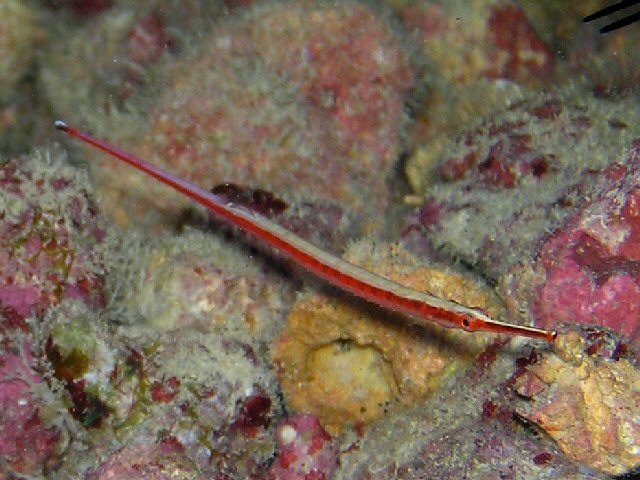
Dunckerocampus baldwini
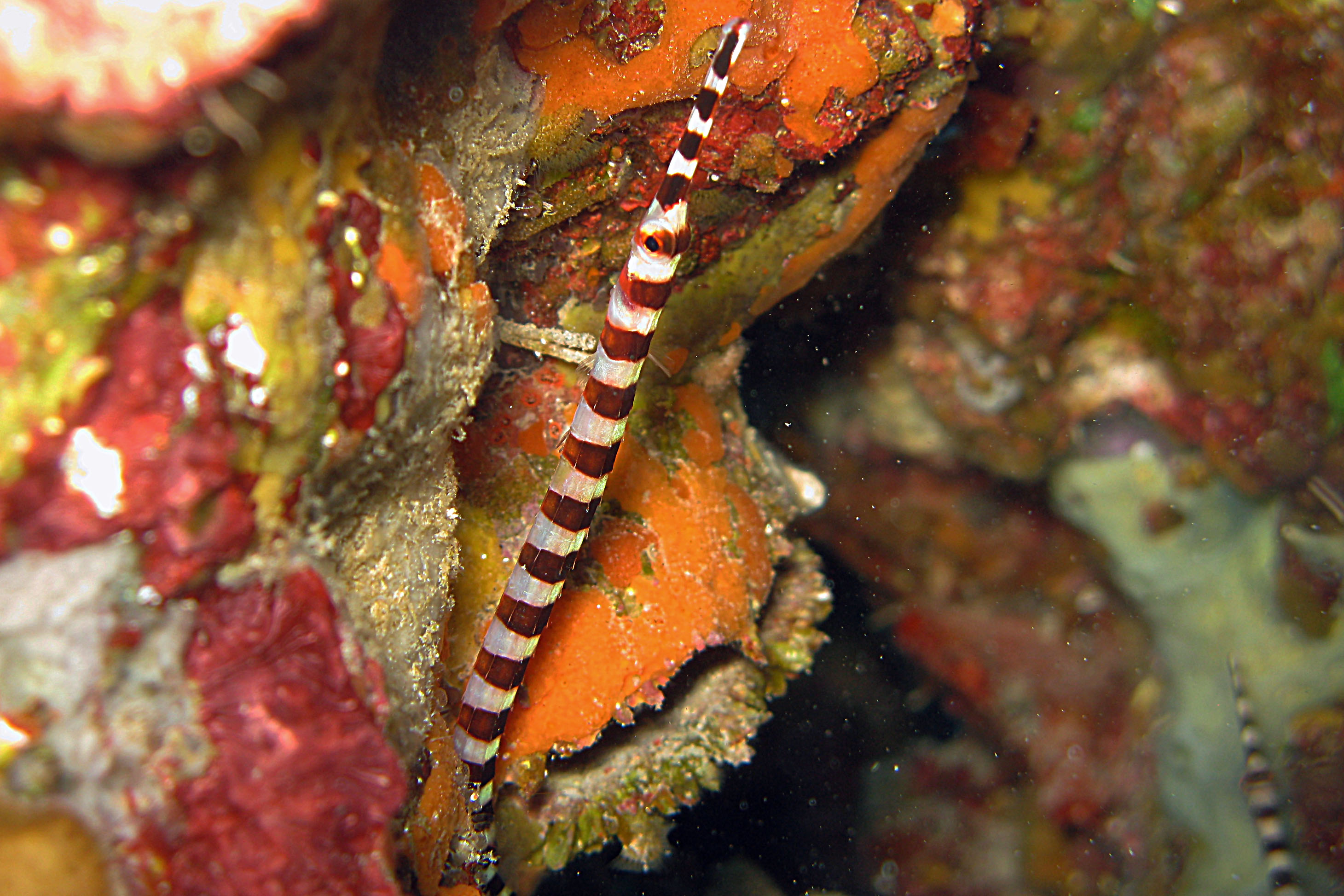
Dunckerocampus boylei
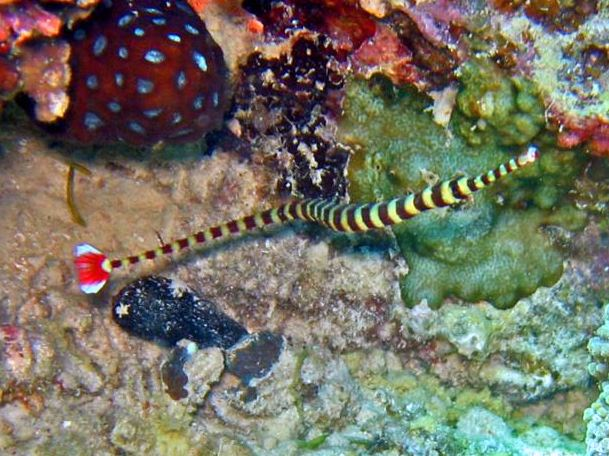
Dunckerocampus dactyliophorus
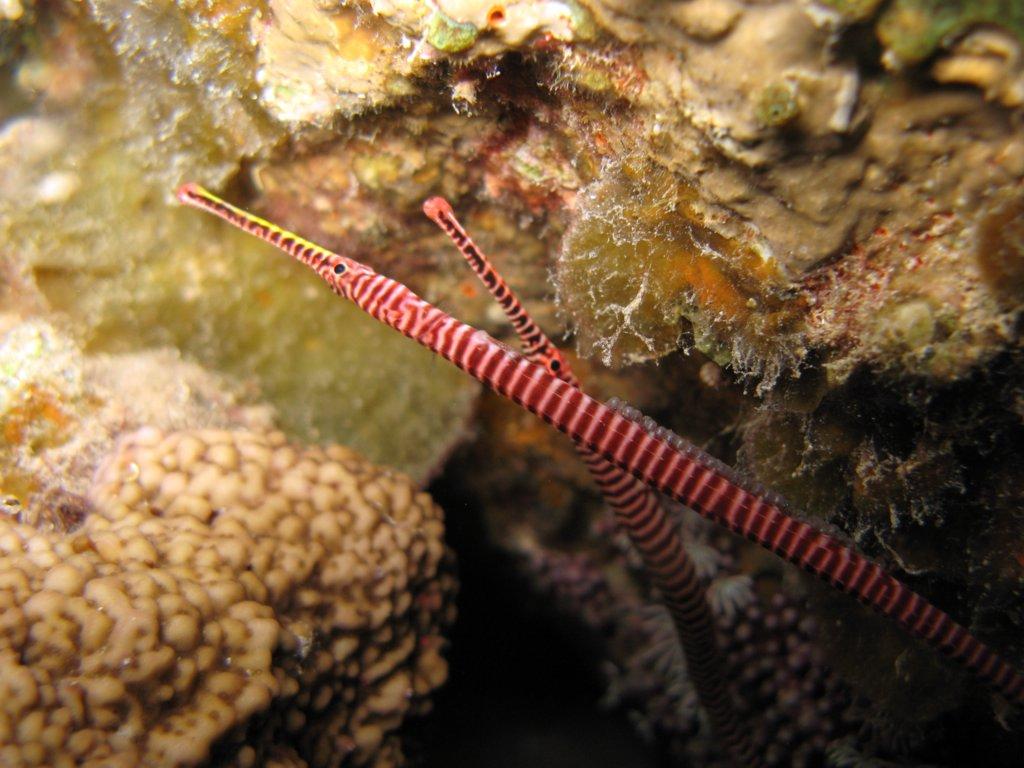
Dunckerocampus multiannulatus
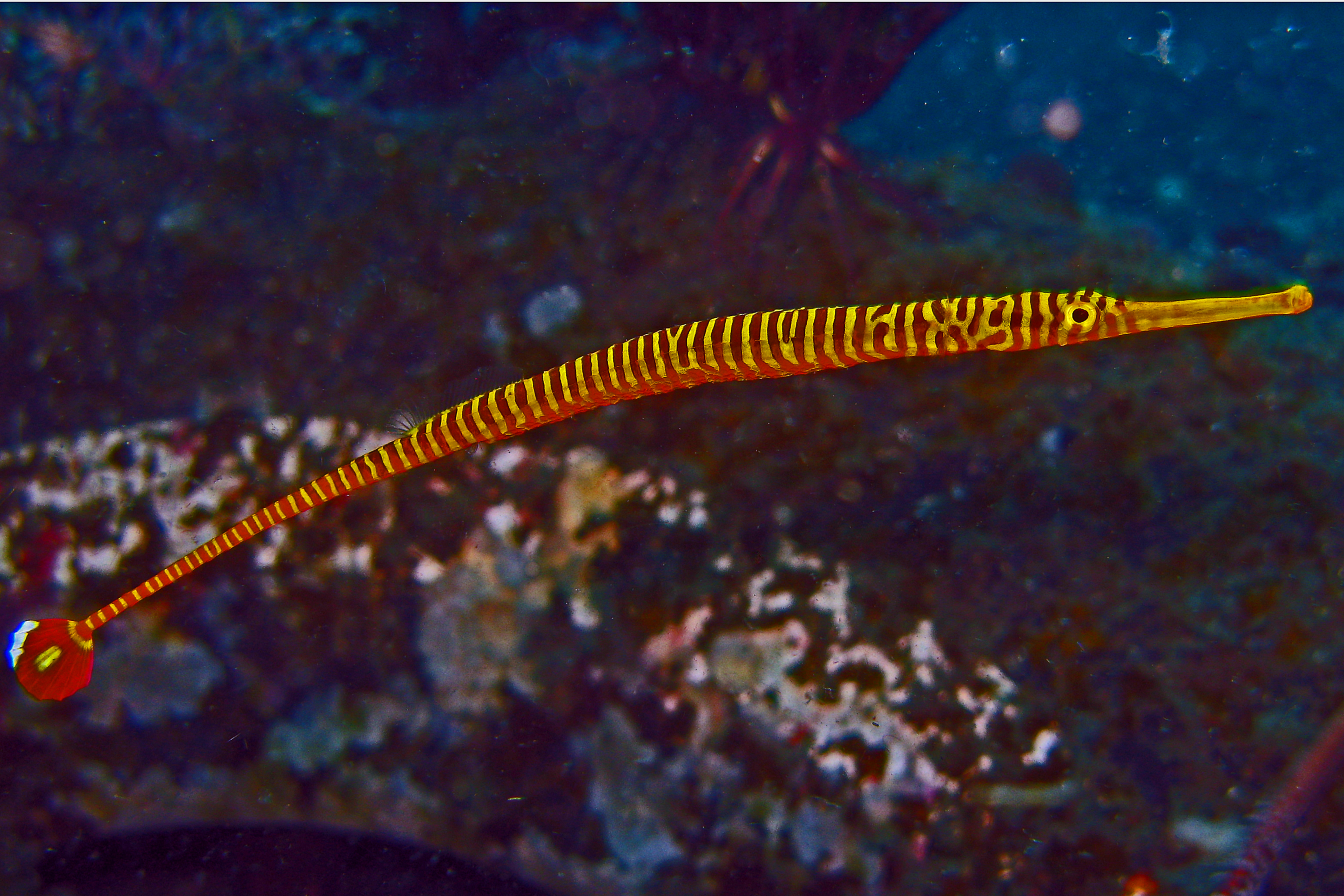
Dunckerocampus pessuliferus

## Reproducción
Son ovovivíparos y el macho transporta los huevos en una bolsa ventral, la cual se encuentra debajo del abdomen. Tienen entre 30 y 200 huevos por camada, que están embebidos parcialmente en un trozo de piel, y, que el macho incuba hasta que eclosionan en individuos perfectamente formados, transparentes, de unos 30 mm, que permanecen por poco tiempo en estado pelágico. Cuando se asientan comienza a aparecer la coloración.

## Hábitat y comportamiento
Son peces de mar, de clima tropical, y asociados a los arrecifes de coral y aguas salobres. Comúnmente en lagunas protegidas, aunque también se les observa en cuevas y grietas. Viven en aguas superficiales, normalmente hasta los 10 metros, aunque su rango de profundidad se extiende hasta los 100 metros, en el caso de la especie Dunckerocampus baldwini.
Con frecuencia se les ve compartiendo cuevas con morenas y camarones, entreteniéndose en tareas de limpieza y comiendo copépodos y otros parásitos de peces de mayor tamaño.
Son de nado independiente y evitan el substrato. Los adultos suelen ir en parejas, en ocasiones en agregaciones de numerosos individuos. Los pequeños frecuentan charcas rocosas y zonas intermareales. 

## Distribución geográfica
Se encuentran desde el Mar Rojo y el África Oriental, hasta el Pacífico, delimitando su rango Hawái al este, el Japón al norte y Australia al sur.

## Observaciones
Han sido criados en cautividad, y su mantenimiento es relativamente sencillo, si se escoge compañeros adecuados, y se les provee de algún refugio con rocas.